# Драган Џајић
Драган Џајић (Уб, 30. мај 1946) јесте српски фудбалски функционер и бивши фудбалер. Тренутно обавља функцију председника Фудбалског савеза Србије.
Сматра се једним од најбољих југословенских фудбалера свих времена. Трећа Звездина звезда, одиграо је 85 утакмица у националној селекцији, од 1998. до 2004. председник Фудбалског клуба Црвене звезде на чијем се челу налазио преко две деценије у различитим функцијама. Џајић је као тадашњи технички директор Црвене звезде творац најзлатније генерације у историји Црвене звезде, са којом се попео на врх Европе маја 1991, освојивши Куп европских шампиона, и света, када је Црвена звезда у такмичењу за најбољи клуб на планети, освојила Тојота куп, у децембру 1991. Многи га сматрају најбољим играчем у историји Црвене звезде.

## Играчка каријера
Џајић је у петнаестој животној постао члан Црвене звезде, јер је претходно сјајно играо на једном турниру у Ваљеву и ловци из великих клубова су га одмах запазили. Када је стигао до прве селекције јуниора, само шест месеци касније пребачен је у први тим. Александар Обрадовић му је указао шансу 6. маја 1963, када је дебитовао у мечу против титоградске Будућности с непуних 17 година. Већ у наредној 1963/64 сезони освојио је прву шампионску титулу и постао предводник нове генерације која је три пута узастопно (1968, 1969. и 1970) и још једном 1973. освајала титулу најбољих у Првој савезној лиги Југославије и четири Купа Југославије.
За сениорску репрезентацију Југославије дебитовао је 17. јуна 1964. у Београду, у мечу против Румуније (1:2).
На Купу нација 1968. одржаном у Италији, Џајић је 5. јуна у Фиренци, у мечу против светских шампиона Енглеза, у трку преварио директног чувара Вилсона, у шеснаестерцу спустио на колена капитена Мура и онда лобовао Бенкса који је видео лопту тек када се нашла у мрежи и донео Југославији пласман у финале, које је касније она, након две утакмице, изгубила од Италије. Џајић је постигао гол за Југославију у првој утакмици, а са 2 гола је био најефикаснији стрелац завршног дела првенства. 1968. у избору за Златну лопту, најпрестижнију индивидуалну награду у фудбалу, заузео је 3. место са 46 гласова. Друго место је заузео Боби Чарлтон са 53 гласа, а прво Џорџ Бест са 61.
Године 1969. је по избору листа Спорт проглашен за најбољег спортисту у Југославији.
У сезони 1970/71. Џајић је искључен у четвртфиналу Купа европских шампиона у мечу против Карл Цајс Јене и добио три меча забране играња. Због тога није могао да игра против Панатинаикоса у полуфиналу, када је Црвена звезда славила 4:1 у Београду и изгубила 3:0 у Атини. 11. октобра 1972. у Лондону (било је 1:1 против Енглеза) Џајић је срушио дотадашњи рекорд Бранка Зебеца у броју одиграних утакмица.
Учествовао је на Светском првенству 1974. у Западној Немачкој, на ком је репрезентација Југославије на отварању првенства играла нерешено са светским прваком Бразилом и постигла рекордну победу од 9:0 против репрезентације Заира, а Џајић је постигао један гол. Међутим, након проласка у другу фазу првенства, репрезентативци Југославије нису поновили игре као из прве фазе и наређали су 3 пораза, па су се морали вратити кући.
Две сезоне (1975. и 1976) провео је у Бастији, где је за француског прволигаша одиграо 80 мечева, вратио се у Београд и у Црвену звезду, чији је дрес последњи пут носио 28. маја 1978. у Мостару. Од репрезентације се опростио 16. септембра 1979, у пријатељском мечу против Аргентине (4:2) на Маракани. За Црвену звезду је одиграо рекордних 590 мечева и постигао 287 голова (од тога 305 првенствених мечева и 113 голова). За репрезентацију је играо укупно 85 пута, а његов рекорд је оборио Саво Милошевић октобра 2004. године.

## Каријера руководиоца
Црвена звезда је Џајићу 1979. понудила улогу техничког директора клуба са које је постигао највеће успехе у историји Црвене звезде, освајање Купа европских шампиона и Интерконтиненталног купа 1991. Први мандат председника Црвене звезде, од 1998. до 2002, у тешким финансијским условима и са неадекватним играчким кадром, окончао је са две титуле првака и два трофеја у купу, да би прихватио и други мандат на функцији председника.
Након лоших резултата Црвене звезде и здравствених проблема, Џајић се 2004. повукао са места председника Црвене звезде.
Фудбалски савез Србије и Црне Горе га је 2003. изабрао за најбољег играча државе у протеклих 50 година.
Драган Џајић је 5. фебруара 2008. године, заједно са Владимиром Цветковићем и Милошем Маринковићем, ухапшен због сумњивог трансфера фудбалера Горана Друлића из Црвене звезде у шпански клуб Сарагоса, током 2001. и 2002. године. Ипак Друлић је више пута негирао кривицу Џајића. Због тога Џајић је ослобођен 4. јула 2008, а против њега није подигнута оптужница. Новембра 2012. Џајић је одлуком председника Републике Србије Томислава Николића ослобођен од кривичног гоњења, чиме је завршен поступак против Џајића који је трајао око четири године. Џајић је касније више пута истицао да је због своје славе стекао много непријатеља који су тако желели да укаљају његову успешну каријеру и немерљив допринос и за Звезду и за Србију.
У новембру 2012. године изабран је да предводи радну групу која ће управљати ФК Црвена звезда до нових избора, а месец дана касније и за пуноправног председника клуба. Ту функцију је обављао до 2014. године.

## Наслеђе
2020. године, лист Франс фудбал, који иначе додељује најзначајнију индивидуалну награду Златну лопту, је због пандемије ковида-19 одлучио да уместо тога изабере најбољи тим свих времена. На свакој позицији је постојала посебна конкуренција, а једини српски фудбалер (а и са простора бивше Југославије) који је био у конкуренцији за избор је Драган Џајић на позицији левог крила. На крају ипак није изабран у великој конкуренцији на његовој позицији, коју су поред њега чинили и играчи попут Роналдиња, Кристијана Роналда, Ривалда, Гигса.
Фудбалски клуб Црвена звезда повукао је дрес са бројем 11 у част Драгана Џајића.

## Награде
- 2015: Награда Браћа Карић